# 21511 Chiardola
21511 Chiardola è un asteroide della fascia principale. Scoperto nel 1998, presenta un'orbita caratterizzata da un semiasse maggiore pari a 2,2701957 UA e da un'eccentricità di 0,1046386, inclinata di 3,70096° rispetto all'eclittica.